# Kohanjac
Kohanjac falu Horvátországban, a Károlyváros megyében. Közigazgatásilag  Žakanjéhoz tartozik.

## Fekvése
Károlyvárostól 21 km-re északnyugatra, községközpontjától 2 km-re délnyugatra, a Károlyvárost a szlovéniai Metlikával összekötő főút mellett dombok között fekszik.

## Története
A települést már középkorban említik, a Zrínyieknek egykor kastélyuk is állt itt. 
1857-ben 156, 1910-ben 110 lakosa volt. A trianoni békeszerződésig Zágráb vármegye Károlyvárosi járásához tartozott. 2011-ben 96-an lakták. A žakanjei Nagyboldogasszony plébániához tartoztak.

## Lakosság
| Lakosság változása | Lakosság változása | Lakosság változása | Lakosság változása | Lakosság változása | Lakosság változása | Lakosság változása | Lakosság változása | Lakosság változása | Lakosság változása | Lakosság változása | Lakosság változása | Lakosság változása | Lakosság változása | Lakosság változása | Lakosság változása |
| ------------------ | ------------------ | ------------------ | ------------------ | ------------------ | ------------------ | ------------------ | ------------------ | ------------------ | ------------------ | ------------------ | ------------------ | ------------------ | ------------------ | ------------------ | ------------------ |
| 1857               | 1869               | 1880               | 1890               | 1900               | 1910               | 1921               | 1931               | 1948               | 1953               | 1961               | 1971               | 1981               | 1991               | 2001               | 2011               |
| 156                | 149                | 150                | 146                | 120                | 110                | 116                | 126                | 145                | 138                | 130                | 117                | 102                | 126                | 104                | 96                 |

## Nevezetességei
A Hétfájdalmú Szűzanya tiszteletére szentelt kápolnája.